# Bendo (Ponggok)
Bendo is een bestuurslaag in het regentschap Blitar van de provincie Oost-Java, Indonesië. Bendo telt 4749 inwoners (volkstelling 2010).